# AE Larissa
 Athlitiki Enosi Larissa 1964  (greacă Αθλητική Ένωση Λάρισας 1964 - Athlitiki Enosi Larisas Athletic Union of Larissa 1964), fondat în 1964, este un club sportiv grec din Larissa, Grecia.

## Secții sportive
- AEL 1964 FC - club de fotbal
- A.E.L. 1964 B.C. - club de basket